# Château Inférieur
Le château Inférieur est un château situé à Peyrusse-le-Roc, dans le département de l'Aveyron. en France.

## Historique
L'édifice est inscrit au titre des monuments historiques en 1995.